# Kerry Hore
Kerry Hore (Hobart, 3 de julio de 1981) es una deportista australiana que compitió en remo.
Participó en cuatro Juegos Olímpicos de Verano, obteniendo una medalla de bronce en Atenas 2004, en la prueba de cuatro scull, el sexto lugar en Pekín 2008, el cuarto en Londres 2012 y el séptimo en Río de Janeiro 2016, también en el cuatro scull.
Ganó tres medallas en el Campeonato Mundial de Remo entre los años 2003 y 2011.

## Palmarés internacional
| Juegos Olímpicos   | Juegos Olímpicos          | Juegos Olímpicos  | Juegos Olímpicos |
| Año                | Lugar                     | Medalla           | Prueba           |
| ------------------ | ------------------------- | ----------------- | ---------------- |
| 2004               | Atenas (Grecia)           | Medalla de bronce | Cuatro scull     |
| Campeonato Mundial |                           |                   |                  |
| Año                | Lugar                     | Medalla           | Prueba           |
| 2003               | Milán (Italia)            | Medalla de oro    | Cuatro scull     |
| 2010               | Cambridge (Nueva Zelanda) | Medalla de plata  | Doble scull      |
| 2011               | Bled (Eslovenia)          | Medalla de plata  | Doble scull      |